# ニンティ市
ニンティ市（ニンティし）は中華人民共和国チベット自治区に位置する地級市。ニャンティ（nyang kri）とも呼ばれ、「ニャン」とはニャン河（nyang chu）一帯を指す地名、「ティ」とは「褥」、「座」等を意味する。中国名はチベット名を音写した命名。日本では、チベット語に基づく「ニンティ」のほか、漢字表記からの重訳である「リンチー」などの表記がみられる。

## 地理
西蔵自治区の東南部に位置する。西はラサ市、西南は山南市（ロカ市）、南はインド、東から東北にかけてチャムド市、北はナクチュ市と接する。本地区のメトク県、ザユル県、山南市（ロカ市）のツォナ県、ルンツェ県の南部はインドとの国境紛争地域となっており、インド政府は、名目上これらの諸県の南部とされる領域で、インドが実効支配するマクマホン・ライン以南の部分に対し、アルナーチャル・プラデーシュ州を設けている。

### 気候
ケッペンの気候区分では、温帯冬季少雨気候に区分される。冬は乾燥し、朝晩を中心に氷点下まで冷え込み日較差が激しい。夏は雨が多く涼しい気候で、最高気温は22℃前後まで上がる。
| ニンティ (1981-2010)の気候                 | ニンティ (1981-2010)の気候 | ニンティ (1981-2010)の気候 | ニンティ (1981-2010)の気候 | ニンティ (1981-2010)の気候 | ニンティ (1981-2010)の気候 | ニンティ (1981-2010)の気候 | ニンティ (1981-2010)の気候 | ニンティ (1981-2010)の気候 | ニンティ (1981-2010)の気候 | ニンティ (1981-2010)の気候 | ニンティ (1981-2010)の気候 | ニンティ (1981-2010)の気候 | ニンティ (1981-2010)の気候 |
| 月                                         | 1月                        | 2月                        | 3月                        | 4月                        | 5月                        | 6月                        | 7月                        | 8月                        | 9月                        | 10月                       | 11月                       | 12月                       | 年                         |
| ------------------------------------------ | -------------------------- | -------------------------- | -------------------------- | -------------------------- | -------------------------- | -------------------------- | -------------------------- | -------------------------- | -------------------------- | -------------------------- | -------------------------- | -------------------------- | -------------------------- |
| 最高気温記録 °C （°F）                     | 19.4 (66.9)                | 20.2 (68.4)                | 24.0 (75.2)                | 25.3 (77.5)                | 28.0 (82.4)                | 29.0 (84.2)                | 31.4 (88.5)                | 29.6 (85.3)                | 30.2 (86.4)                | 24.5 (76.1)                | 19.9 (67.8)                | 16.7 (62.1)                | 31.4 (88.5)                |
| 平均最高気温 °C （°F）                     | 8.9 (48)                   | 10.2 (50.4)                | 13.5 (56.3)                | 16.6 (61.9)                | 19.5 (67.1)                | 21.6 (70.9)                | 22.3 (72.1)                | 22.1 (71.8)                | 20.5 (68.9)                | 17.4 (63.3)                | 13.7 (56.7)                | 10.1 (50.2)                | 16.4 (61.5)                |
| 日平均気温 °C （°F）                       | 1.0 (33.8)                 | 2.8 (37)                   | 5.9 (42.6)                 | 8.9 (48)                   | 12.1 (53.8)                | 15.1 (59.2)                | 16.2 (61.2)                | 15.7 (60.3)                | 13.9 (57)                  | 10.3 (50.5)                | 5.5 (41.9)                 | 1.7 (35.1)                 | 9.1 (48.4)                 |
| 平均最低気温 °C （°F）                     | −4.7 (23.5)                | −2.3 (27.9)                | 1.0 (33.8)                 | 3.8 (38.8)                 | 7.0 (44.6)                 | 10.8 (51.4)                | 12.0 (53.6)                | 11.6 (52.9)                | 9.9 (49.8)                 | 5.6 (42.1)                 | −0.3 (31.5)                | −4.2 (24.4)                | 4.2 (39.6)                 |
| 最低気温記録 °C （°F）                     | −15.3 (4.5)                | −13.3 (8.1)                | −10.1 (13.8)               | −4.6 (23.7)                | −1.6 (29.1)                | 3.0 (37.4)                 | 3.9 (39)                   | 2.9 (37.2)                 | −1.0 (30.2)                | −5.0 (23)                  | −10.4 (13.3)               | −15.3 (4.5)                | −15.3 (4.5)                |
| 降水量 mm （inch）                         | 1.3 (0.051)                | 4.4 (0.173)                | 19.0 (0.748)               | 46.2 (1.819)               | 75.3 (2.965)               | 119.2 (4.693)              | 143.3 (5.642)              | 122.2 (4.811)              | 110.5 (4.35)               | 45.4 (1.787)               | 4.7 (0.185)                | 1.0 (0.039)                | 692.5 (27.263)             |
| % 湿度                                     | 49                         | 53                         | 58                         | 63                         | 65                         | 72                         | 76                         | 76                         | 76                         | 66                         | 56                         | 50                         | 63.3                       |
| 出典1：China Meteorological Administration |                            |                            |                            |                            |                            |                            |                            |                            |                            |                            |                            |                            |                            |
| 出典2：気候資源数据庫                      |                            |                            |                            |                            |                            |                            |                            |                            |                            |                            |                            |                            |                            |

## 歴史
古称をコンボ（工布）といい、1951年当時は白瑪崗（現在のメトク県）に属するドメー・チキャプ（多麦基巧）を除き、地方カシャク（噶廈）政府の管轄であった。1954年にタクコン（塔工）弁事処が設置され、10のゾン（宗）とシカ（谿）を管轄。
1960年にニンティ（林芝）専区を設置するが、1963年にラサ市、ナクチュ地区、チャムド地区に分割される。
1986年にニンティ地区として再独立した。2015年に地級市のニンティ市になった。

## 行政区画
1市轄区・1県級市・5県を管轄する。
- 市轄区：
  - 巴宜区（brgyad gcig chus），བྲག་ཡིབ་ཆུས།
- 県級市：
  - メンリン市（sman gling grong khyer, 米林市），སྨན་གླིང་གྲོང་ཁྱེར།
- 県：
  - コンボギャムダ県（kong po rgya mda rdzong, 工布江達県），ཀོང་པོ་རྒྱ་མདའ་རྫོང་
  - ナン県（snang rdzong, 朗県），སྣང་རྫོང་
  - ポメ県（spo mes rdzong, 波密県），སྤོ་མེས་རྫོང་
  - ザユル県（rdza yul rdzong, 察隅県），རྫ་ཡུལ་རྫོང་
  - メトク県（me tog rdzong, 墨脱県），མེ་ཏོག་རྫོང་

| ニンティ市の地図                                                   |
| ------------------------------------------------------------------ |
| 巴宜区 コンボギャムダ県 メンリン市 メトク県 ポメ県 ザユル県 ナン県 |

### 年表
この節の出典

#### タクコン・チキャプ
- 1952年 - チベット地方ロカ・チキャプギャツァゾン・ナンゾン・ラスイシカ・グラムナムギェシカを編入。タクコン・チキャプが成立。(6ゾン4シカ)
  - ナン・ゾンの一部が分立し、チョモゾン・ショカゾンが発足。
  - ギャツァ・ゾンの一部が分立し、ギャムダ・ゾンが発足。
  - グラムナムギェ・シカの一部が分立し、ツェラゾン・ギェムドンシカ・ペマルグィシカが発足。
- 1955年3月9日 - タクコン・チキャプがタクコン弁事処に改称。

#### タクコン弁事処
- 1955年3月9日 - タクコン・チキャプがタクコン弁事処に改称。(7ゾン4シカ)
  - ツェラ・ゾンの一部が分立し、テモ・ゾンが発足。
- 1959年4月 (2県5ゾン1シカ)
  - ラスイシカおよびギャツァゾンの一部が合併し、ギャツァ県が発足。
  - ナンゾン・グラムナムギェシカ・ギェムドンシカおよびギャツァゾンの残部が合併し、ナン県が発足。
- 1959年7月 (4県4ゾン)
  - ギャムダ・ゾンが県制施行し、コンボギャムダ県となる。
  - ペマルグィシカおよびテモゾンの一部が合併し、メトク県が発足。
- 1959年8月 - ツェラ・ゾンの一部が分立し、メンリン県が発足。(5県4ゾン)
- 1959年9月 (7県)
  - ツェラゾン・テモゾンおよびチョモゾンの一部が合併し、ニンティ県が発足。
  - ショカゾンおよびチョモゾンの残部が合併し、ショバ(雪巴)県が発足。
- 1960年1月7日 
  - ニンティ県・コンボギャムダ県・メトク県・メンリン県・ショバ県がニンティ専区に編入。
  - ナン県・ギャツァ県が山南専区に編入。

#### チベット地区ニンティ専区
- 1960年1月7日 - タクコン弁事処ニンティ県・コンボギャムダ県・メトク県・メンリン県・ショバ県、チャムド弁事処ラリ県・ポメ県を編入。ニンティ専区が成立。(7県)
- 1964年7月27日 
  - ニンティ県・メンリン県・コンボギャムダ県・メトク県・ショバ県がラサ市に編入。
  - ラリ県がナクチュ専区に編入。
  - ポメ県がチャムド専区に編入。

#### チベット自治区ニンティ地区
- 1983年10月8日 - チベット自治区ラサ市メトク県・メンリン県・ニンティ県・コンボギャムダ県、チャムド地区ポメ県・ザユル県、山南地区ナン県を編入。ニンティ地区が成立。(7県)
  - ザユル県の一部がチャムド地区ゾガン県の一部と合併し、チャムド地区ピュトク(碧土)県となる。
  - チャムド地区パシュー県の一部がポメ県に編入。
- 1999年9月21日 - チャムド地区ピュトク県の一部がザユル県に編入。(7県)
- 2015年3月16日 - ニンティ地区が地級市のニンティ市に昇格。

#### ニンティ市
- 2015年3月16日 - ニンティ地区が地級市のニンティ市に昇格。(1区6県)
  - ニンティ県が区制施行し、巴宜区となる。
- 2023年4月3日 - メンリン県が市制施行し、メンリン市となる。(1区1市5県)

## 交通

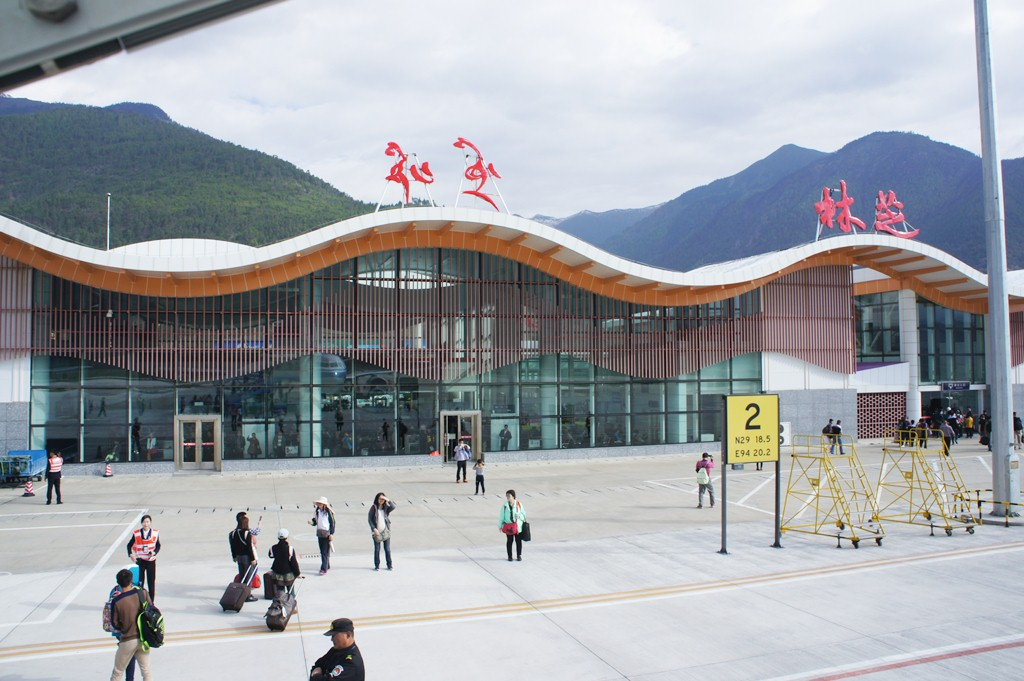
ニンティ空港

### 航空
- ニンティ空港

### 鉄道
- 中国国家鉄路集団
  - ラサ・ニンティ鉄道

### 道路
- 高速道路
  -  雅葉高速道路（中国語版）
  -  林米高速道路
- 国道
  - G318国道